# خاشه

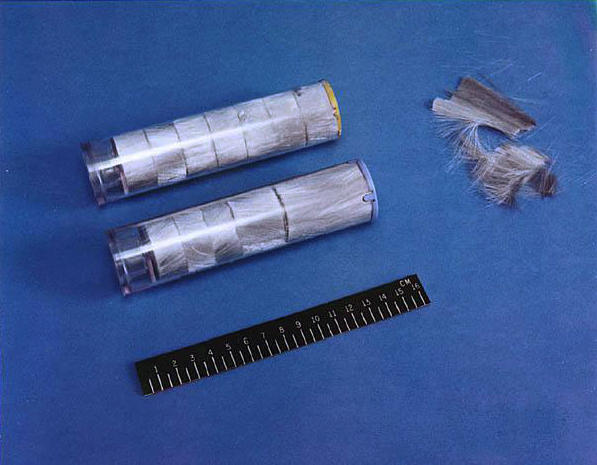
خاشه‌ها در محفظه (چپ) و بیرون از محفظه (راست)

خاشه به براده یا نوارهای فلزی باریکی گفته می‌شود که در آسمان رها شود و در رادار دشمن اختلال ایجاد کند.
خاشه معمولاً قطعات باریکی از آلومینیوم یا الیاف شیشه‌ای فلزدار است که به صورت ابری کوچک در آسمان رها می‌شود تا دشمن را از نظر هدف‌یابی فریب دهد.